# یوری هایراپتیان
یوری سورنی هایراپتیان (ارمنی: Յուրի Սուրենի Հայրապետյան؛ زاده ۲۲ اکتبر ۱۹۳۳ - درگذشته ۱۹ آوریل ۲۰۲۱) یک نوازنده پیانو و آموزگار موسیقی اهل ارمنستان بود.

## زندگی‌نامه
وی در ۲۲ اکتبر ۱۹۳۳ در ایروان به دنیا آمد و از کنسرواتوار مسکو فارغ‌التحصیل گشت. وی برنده جوایزی همچون هنرمند مردمی ارمنستان شوروی (۱۹۷۶) و مدال موسس خورناتسی (۲۰۰۴) شد. هایراپتیان استاد کنسرواتوار دولتی کومیتاس ایروان بود. وی در ۱۹ آوریل ۲۰۲۱ در سن ۸۷ سالگی در مسکو درگذشت و در آرامستان ووستریاکوفسکوی به خاک سپرده شد..

## جستارهای ویژه
- فهرست آهنگسازان ارمنی